# آبا
آبا (به سوئدی: ABBA) گروه موسیقی پاپ سوئدی بود که در سال ۱۹۷۲ توسط آنگنیه‌تا فلتسکوگ، بیورن اولویوس، بنی آندشون و آنی-فرید لینگستاد در استکهلم پایه‌گذاری شد. آن‌ها یکی از محبوب‌ترین و موفق‌ترین گروه‌های موسیقی در تمامی دوره‌ها، و یکی از پرفروش‌ترین هنرمندان موسیقی در تاریخ موسیقی عامه‌پسند هستند.
آبا با ترانهٔ «واترلو» نخستین برندهٔ سوئدی در مسابقه آواز یوروویژن ۱۹۷۴ شد، که در سال ۲۰۰۵ طی جشن پنجاهمین سالگرد این مسابقه، به‌عنوان بهترین ترانه در تاریخ یوروویژن  انتخاب شد. در طول سال‌های فعالیت، این از دو زوج متأهل تشکیل شده بود: فلتسکوگ و اولویوس، و لینگستاد و آندشون. با افزایش محبوبیت، زندگی شخصی آن‌ها خدشه‌دار که در نهایت منجر به فروپاشی هر دو ازدواج گردید. دگرگونی روابط آن‌ها در موسیقی گروه منعکس شد و ترانه‌های بعدی آن‌ها اشعار تاریک‌تر و درون‌نگرانه‌تری داشتند. پس از انحلال آبا در دسامبر ۱۹۸۲، آندشون و اولویوس به موفقیت خود در نوشتن موسیقی برای تئاتر، موزیکال و فیلم ادامه دادند، در حالی که فلتسکوگ و لینگستاد به دنبال کار انفرادی رفتند. ده سال پس از فروپاشی گروه، مجموعه‌ای به نام آبا گلد منتشر شد و به یکی از پرفروش‌ترین آلبوم‌های جهان تبدیل گردید.
فروش آثار آبا بین ۱۵۰ تا ۳۸۵ میلیون در سرتاسر جهان برآورد شده و یکی از پرفروش‌ترین هنرمندان موسیقی در تاریخ محسوب می‌شوند. این گروه با مجموع فروش ۱۱٫۳ میلیون تک‌آهنگ تا نوامبر ۲۰۱۲ در رتبه سوم پرفروش‌ترین هنرمندان در زمینهٔ تک‌آهنگ در بریتانیا قرار گرفت. آبا نخستین گروه از یک کشور غیرانگلیسی‌زبان بود که در جداول فروش کشورهای انگلیسی‌زبان از جمله بریتانیا، استرالیا، ایالات متحده، جمهوری ایرلند، کانادا، نیوزیلند و آفریقای جنوبی به موفقیت پیوسته دست یافت. این گروه در سال ۲۰۱۰ به تالار مشاهیر راک اند رول راه یافت و نخستین هنرمندان موسیقی از کشور غیروابسته به انگلیسی‌زبانان هستند که این افتخار را دریافت کردند. در سال ۲۰۱۵، ترانهٔ آن‌ها «ملکه رقصان» در تالار مشاهیر گرمی ثبت شد. در سال ۲۰۲۴، کتابخانه کنگره ایالات متحده، آلبوم ورود (۱۹۷۶) را در فهرست ملی ضبط اصوات گنجاند.
این گروه در سپتامبر ۲۰۲۱ از پیوستن دوباره اعضا به هم و شروع فعالیت دوباره هنری گروه بعد از ۴۰ سال با انتشار یک آلبوم خبر دادند. آلبوم سفر در همان سال منتشر شد.

## اعضا
- آنگنیه‌تا فلتسکوگ – خواننده اصلی و پشتیبان
- آنی-فرید لینگستاد – خواننده اصلی و پشتیبان
- بیورن اولویوس – گیتار، خواننده پشتیبان و اصلی
- بنی آندشون – کیبوردز، سینث‌سایزرز، پیانو، آکوردئون، خواننده پشتیبان و اصلی

## آلبوم‌ها
- رینگ رینگ (۱۹۷۳)
- واترلو (۱۹۷۴)
- آبا (۱۹۷۵)
- ورود (۱۹۷۶)
- آلبوم (۱۹۷۷)
- آیا می‌خواهی (۱۹۷۹)
- سوپر تروپر (۱۹۸۰)
- دیدارکنندگان (۱۹۸۱)
- سفر (۲۰۲۱)